# Parlament d'Andalusia

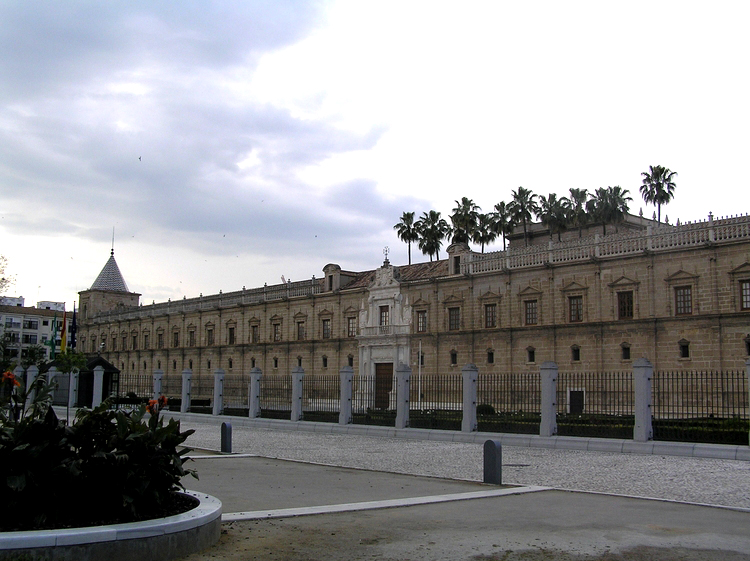
Façana principal del Parlament d'Andalusia.

El Parlament d'Andalusia és la institució andalusa que deté el poder legislatiu d'aquesta comunitat autònoma espanyola. El Parlament d'Andalusia va ser instaurat a partir de la redacció de l'Estatut d'Autonomia.

## Funcions
Les funcions principals del Parlament d'Andalusia són:
- Exercir la potestat legislativa d'Andalusia
- Controlar l'acció executiva de la Junta d'Andalusia
- Aprovar els pressupostos i plans econòmics
- Escollir el president de la Junta d'Andalusia

## Seu
La seu del Parlament d'Andalusia és a Sevilla, capital de la Comunitat Autònoma. Està situat en l'antic Hospital de las Cinco Llagas, un edifici que es va erigir des de 1546 per ordre de Don Fadrique Enríquez de Ribera. Va ser dissenyat per Martín de Gainza, que va dirigir les obres fins a la seva mort, el 1556. Dos anys més tard s'encarrega la continuació de l'obra a Hernán Ruiz II. Es va inaugurar, encara que incomplet, dos anys més tard.
Té una planta rectangular i s'articula entorn de 10 patis, dels quals solament se'n van construir nou, si bé en l'actualitat només se'n conserven vuit. L'element més característic n'és sens dubte l'església. Situada en el pati central, té planta de creu llatina i un ampli caràcter renaixentista. És més alta que la resta de l'edifici. En el seu interior és on se celebren actualment els plens.

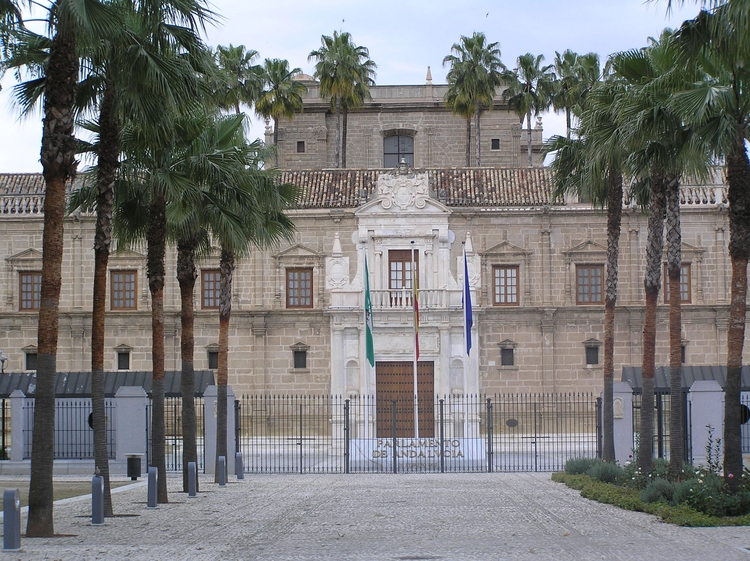
Façana principal del Parlament d'Andalusia..

L'edifici va funcionar com a hospital fins al 1972. Després d'anys d'abandonament, el 1986 es redacten els projectes per a convertir-lo en la seu del Parlament d'Andalusia. Es va inaugurar el 28 de febrer, el dia d'Andalusia), de 1992. La restauració total de l'edifici es va acabar el 2003, amb la recuperació dels patis i estades que no s'havien escomès durant els anys vuitanta. També han estat seu del Parlament d'Andalusia: 
- Reales Alcázares de Sevilla (1982-1983). Constitució del Parlament d'Andalusia el dia 21 de juny de 1982. S'hi van celebrar nou sessions parlamentàries.
- Palacio de la Audiencia (1983-1985). S'hi van celebrar 50 sessions i part de la primera legislatura
- Església de San Hermenegildo (1985-1992). En ella finalitza la primera legislatura i es desenvolupen la segona i part de la tercera.

### President del Parlament d'Andalusia
El president delparlament es elegit pels diputats durant la sessió inaugural de la legislatura. Aquest dirigeix la Mesa i l'acció de la Institució, del qual és el màxim representant. El president dirigeix els debats, fa aplicar el reglament i ordena els pagaments. Sempre pot delegar algunes de les seves funcions. Els vicepresidents, escollits sota les mateixes condicions que el President, l'han de secundar i reemplaçar-lo en cas de necessitat.

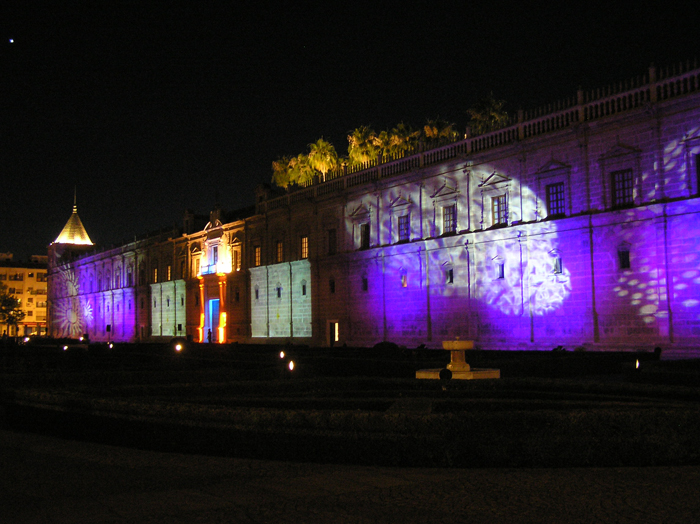
El Parlament amb la il·luminació especial pel 25º Aniversari de la seva constitució

| Llista de Presidentes del Parlament d'Andalusia | Llista de Presidentes del Parlament d'Andalusia | Llista de Presidentes del Parlament d'Andalusia | Llista de Presidentes del Parlament d'Andalusia |
| ----------------------------------------------- | ----------------------------------------------- | ----------------------------------------------- | ----------------------------------------------- |
| Període                                         | President                                       | President                                       | Legislatura                                     |
| Període                                         | Nom                                             | Partit                                          | Legislatura                                     |
| 1982-1986                                       | Antonio Ojeda Escobar                           | PSOE                                            | I Legislatura                                   |
| 1986-1988                                       | Ángel Manuel López y López                      | PSOE                                            | II Legislatura                                  |
| 1988-1990                                       | José Antonio Marín Rite                         | PSOE                                            | II Legislatura                                  |
| 1990-1994                                       | José Antonio Marín Rite                         | PSOE                                            | III Legislatura                                 |
| 1994-1996                                       | Diego Valderas Sosa                             | IU-LV-CA                                        | IV Legislatura                                  |
| 1996-2000                                       | Javier Torres Vela                              | PSOE                                            | V Legislatura                                   |
| 2000-2004                                       | Javier Torres Vela                              | PSOE                                            | VI Legislatura                                  |
| 2004-2008                                       | María del Mar Moreno Ruíz                       | PSOE                                            | VII Legislatura                                 |
| 2008-2012                                       | Fuensanta Coves Botella                         | PSOE                                            | VIII Legislatura                                |
| 2012-2015                                       | Manuel Gracia Navarro                           | PSOE                                            | IX Legislatura                                  |
| 2015-2018                                       | Juan Pablo Durán Sánchez                        | PSOE                                            | X Legislatura                                   |
| 2018-                                           | Marta Bosquet Aznar                             | C's                                             | XI Legislatura                                  |
| Font: Parlament de Andalusia                    |                                                 |                                                 |                                                 |

## Portaveus parlamentaris
- Grup Parlamentari Socialista: Manuel Gracia Navarro
- Grup Parlamentari Popular d'Andalusia: Antonio Sanz Cabello
- Grup Parlamentari Esquerra Unida Els Verds-Convocatòria per Andalusia: Concepción Caballero Cubillo
- Grup Parlamentari Andalusista: Pilar González Modino